# Bad Endbach

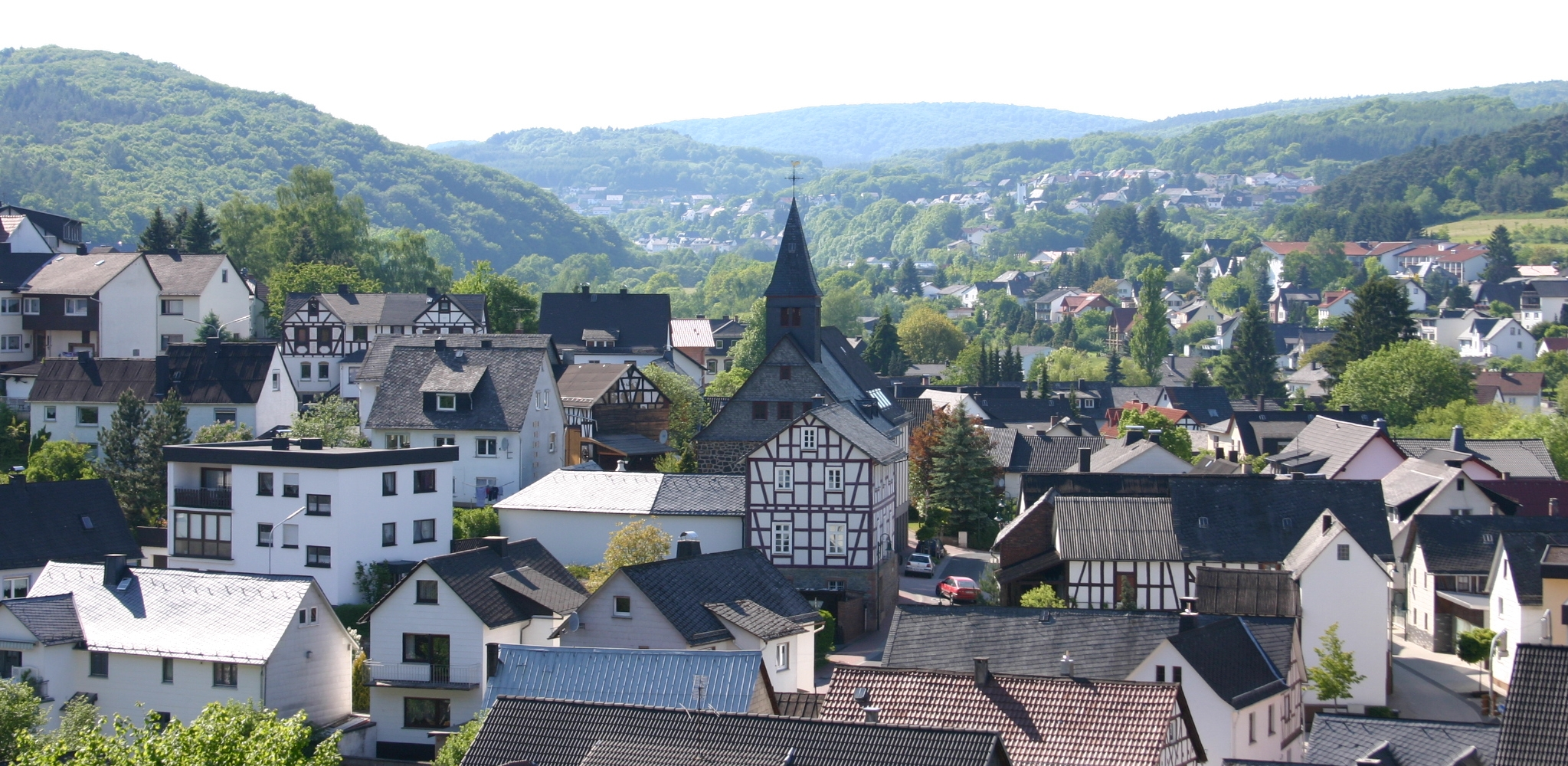
Bad Endbach

Bad Endbach este o comună din landul Hessa, Germania.
1. ↑  Alle politisch selbständigen Gemeinden mit ausgewählten Merkmalen am 31.12.2018 (4. Quartal) (în germană), Statistisches Bundesamt[*], arhivat din original la 10 martie 2019, accesat în 10 martie 2019
2. ↑   https://www.statistikportal.de/de/gemeindeverzeichnis/06534003, accesat în 12 octombrie 2022 Lipsește sau este vid: |title= (ajutor)